# روبرت بيرن (سياسي أمريكي)
روبرت بيرن (بالإنجليزية: Robert Byrne)‏ هو سياسي أمريكي، ولد في 1 أغسطس 1886، وتوفي في 31 ديسمبر 1967 في بيسمارك في الولايات المتحدة. حزبياً، نشط في North Dakota Republican Party ‏ والحزب الجمهوري. وقد انتخب عضو مجلس ولاية داكوتا الشمالية وانتخب عضو مجلس نواب داكوتا الشمالية.